# Olympische Sommerspiele 1924/Teilnehmer (Estland)
| Gelbes Symbol für Goldmedaillen mit stilisierten Olympischen Ringen | Graues Symbol für Silbermedaillen mit stilisierten Olympischen Ringen | Braundes Symbol für Bronzemedaillen mit stilisierten Olympischen Ringen |
| ------------------------------------------------------------------- | --------------------------------------------------------------------- | ----------------------------------------------------------------------- |
| 1                                                                   | 1                                                                     | 4                                                                       |

Estland nahm an den Olympischen Sommerspielen 1924 in Paris mit einer Delegation von 37 männlichen Athleten an 26 Wettkämpfen in fünf Sportarten teil.
Die estnischen Sportler gewannen eine Gold-, eine Silber- und vier Bronzemedaillen. Einziger estnischer Olympiasieger wurde der Ringer Eduard Pütsep, der sich im griechisch-römischen Stil im Bantamgewicht durchsetzte. Die Silbermedaille gewann Alfred Neuland im Mittelgewicht des Gewichthebens. Bronze sicherten sich der Ringer Roman Steinberg im Mittelgewicht, die Gewichtheber Jaan Kikas im Mittelgewicht und Harald Tammer im Schwergewicht sowie Leichtathlet Aleksander Klumberg, der den dritten Platz im Zehnkampf belegte.
Fahnenträger bei der Eröffnungsfeier war der Leichtathlet Jüri Lossmann.

## Teilnehmer nach Sportarten

### Boxen
- Valter Palm
in der 1. Runde ausgeschieden

### Fußball
- in der 1. Runde ausgeschieden
August Lass
Arnold Pihlak
Otto Silber
Elmar Kaljot
Bernhard Rein
Harald Kaarman
Hugo Väli
Heinrich Paal
Eduard Ellman-Eelma
Oskar Üpraus
Ernst-Aleksander Joll

### Gewichtheben
- Gustav Ernesaks
- Voldemar Noormägi
- Eduard Vanaaseme
- Jaan Kikas
Bronze  Mittelgewicht
- Alfred Neuland
Silber  Mittelgewicht
- Saul Hallap
- Kalju Raag
- Harald Tammer
Bronze  Schwergewicht

### Leichtathletik
- Reinhold Kesküll
- Aleksander Antson
- Jüri Lossmann
- Elmar Reiman
- Valter Ever
- Harald Tammer
- Gustav Kalkun
- Aleksander Klumberg
Bronze  Zehnkampf
- Eugen Neumann
- Elmar Rähn

### Ringen
- Anton Koolmann
- Eduard Pütsep
Gold  griechisch-römisch, Bantamgewicht
- Osvald Käpp
- Voldemar Väli
- Albert Kusnets
- Alfred Praks
- Roman Steinberg
Bronze  griechisch-römisch, Mittelgewicht
- Rudolf Loo